# Не закладывай чёрту своей головы
«Не закладывай чёрту своей головы» (англ. Never Bet the Devil Your Head) — сатирический рассказ Эдгара Аллана По, впервые опубликованный в журнале Graham's Magazine в сентябре 1841 года, в котором высмеивается характерная для трансцендентализма идея о том, что вся литература должна содержать мораль. Часто публикуется с подзаголовком «Сказка с моралью».

## Синопсис
Рассказчик, представленный как сам автор, встревожен литературными критиками, говорящими, что он никогда не писал моральных рассказов. Поэтому рассказчик начинает рассказывать историю своего друга Тоби Даммита. Даммит описывается как человек со многими пороками, по крайней мере, отчасти из-за того, что его мать-левша бьет его левой рукой, что считается неприличным. Дэммит часто делал риторические ставки, полюбив выражение «ставлю свою голову дьяволу». Хотя рассказчик пытается избавить Даммита от таких привычек, ему это не удается. Тем не менее, они остаются друзьями.
Однажды во время путешествия они наткнулись на крытый мост. Он мрачный и тёмный, без окон. Даммита, однако, не беспокоит его унылый вид, и он в необычайно хорошем настроении. Когда они пересекают мост, на полпути их останавливает турникет. Даммит по своему обыкновению «ставит дьяволу голову» на то, что сможет перепрыгнуть через преграду. Прежде чем рассказчик успевает ответить, кашель предупреждает их о присутствии маленького старика. Старик интересуется, способен ли Даммит на такой прыжок, и предлагает ему хороший разбег. Рассказчик считает, что старику не следует провоцировать Даммита на прыжок: «Мне все равно, кто он, черт возьми», добавляет он.
Рассказчик наблюдает, как Даммит совершает идеальный прыжок, но прямо над турникетом падает назад. Старик быстро хватает что-то и хромает прочь. Рассказчик, проверив своего друга, видит, что у Даммита больше нет головы («что можно назвать серьёзной травмой»). Он обнаруживает, что над турникетом есть острый железный прут, отрубивший голову его другу. Рассказчик посылает за «гомеопатами», которые «не давали ему достаточно лекарств, а то немногое, что они давали, он колебался принимать. Так что в конце концов ему стало ещё хуже, и, наконец, он умер». После того, как счёт на его похороны остаётся неоплаченным, рассказчик выкапывает тело Даммита и продает его на мясо для собак.

## Анализ
«Не закладывай чёрту своей головы» — явная атака на трансцендентализм, который рассказчик называет «болезнью», поразившей Тоби Даммита. Рассказчик, по сути, отправляет счёт на похороны Даммита трансценденталистам, которые отказываются платить из-за своего неверия в зло. Несмотря на заявления современников о том, что сатира По направлена против литературного педантизма, трансцендентализма и его ведущего журнала The Dial, По отрицал наличие 
у него конкретных целей. Напротив, он писал: «Рассказ, о котором идет речь, — это просто экстраваганца, не направленная ни на кого конкретно, но бьющая направо и налево по вещам вообще». В другом же случае он определённо признавал отвращение к трансценденталистам, которых называл «лягушатниками» в честь пруда на Бостон-Коммон. В частности, он высмеивал их сочинения, называя их " метафорическими ", впадающими в «мрак ради мрака» или в «мистику ради мистики». По однажды написал в письме Томасу Холли Чиверсу, что не испытывает неприязни к трансценденталистам, «только к притворщикам и софистам среди них». Известный биограф По Артур Хобсон Куинн предполагал, что данный рассказ является бурлеском на какого-нибудь моралиста ещё более раннего периода, называя его «пустяковым».

## Публикация
Впервые рассказ был опубликован в сентябрьском номере журнала Graham’s Magazine за 1841 год под названием «Никогда не ставьте на кон свою голову: поучительная сказка» (англ. Never Bet Your Head: A Moral Tale). Еженедельная газета Brother Jonathan перепечатала рассказ 3 сентября, а еженедельник Jonathan's Miscellany — 7 сентября 1841 года. По изменил название на нынешнее («Не закладывай чёрту своей головы»), когда рассказ был переработан для публикации в выпуске Broadway Journal от 16 августа 1845 года.

## Адаптации
«Не закладывай чёрту своей головы» — третья, заключительная новелла (переименованная в «Тоби Даммит») киноальманаха «Три шага в бреду» (1968) режиссёра Федерико Феллини.
Рассказ был адаптирован как радиоспектакль для CBS Radio Workshop в 1957 году. В ролях заняты известные актёры озвучивания Джон Денер в роли мистера По, Доуз Батлер в роли Тоби Даммита и Говард Макнир в роли Чёрта. Программа доступна в Интернет-архиве.